# Elmenhorst/Lichtenhagen
Elmenhorst/Lichtenhagen är en kommun och ort i Landkreis Rostock i förbundslandet Mecklenburg-Vorpommern i Tyskland.
Kommunen bildades 1961 genom en sammanslagning av Elmenhorst och Lichtenhagen i Elmenhorst. Namnet ändrades till Elmenhorst/Lichtenhagen 14 januari 1992.
Kommunen ingår i kommunalförbundet Amt Warnow-West tillsammans med kommunerna Kritzmow, Lambrechtshagen, Papendorf, Pölchow, Stäbelow och Ziesendorf.